# Chorophthalmyia brevicornis
Chorophthalmyia brevicornis är en tvåvingeart som beskrevs av Lindner 1964. Chorophthalmyia brevicornis ingår i släktet Chorophthalmyia och familjen vapenflugor. Inga underarter finns listade i Catalogue of Life.